# Miccosukee
La Tribu Miccosukee d'indis de Florida és una tribu reconeguda federalment d'amerindis de l'estat de Florida. Formaren part de la nació Seminola fins a mitjans del segle xx, quan es van organitzar com una tribu independent, rebent el reconeixement federal el 1962. Els Miccosukee parlen el mikasuki, que és mútuament intel·ligible amb el hitchiti, considerat el seu dialecte i també parlat per molts seminoles de Florida.
Històricament, els Miccosukee remunten els seus orígens als Baixos Chiaha, una de les tribus de la Confederació Creek en l'actual Geòrgia. Sota la pressió de la invasió europea en el seu territori, van emigrar cap al nord de Florida a principis del segle xviii, on es van convertir en part de la nació Seminola en desenvolupament. A finals del segle xviii, els britànics van registrar el nom Miccosukee o Mikasuki com a designació d'un grup de parla hitchiti centrat al voltant de la localitat de Miccosukee al Florida Panhandle.
Igual que altres grups seminoles van ser desplaçats durant les Guerres Seminola (1817-1858), i molts van emigrar o van ser obligats a traslladar-se a l'oest del riu Mississipi a Territori Indi en 1842, després de les guerres seminola. El cap miccosukee Ar-pi-uck-i, també conegut com a Sam Jones, demostrà ser un líder efectiu durant la Segona Guerra Seminola.
Els descendents dels que van romandre a Florida es concentren a la part central de l'estat. En els anys 1920 i 1930, moltes comunitats seminoles establerts al llarg del Camí de Tamiami, un camí completat el 1928 que va córrer a través dels Everglades i connecta les ciutats de Tampa i Miami. Els indis Trail, com se'ls anomenava, en general, mantenen pràctiques més tradicionals. Estaven menys interessats a establir relacions formals amb el govern federal que els seminoles Cow Creek del nord, que van començar a moure a reserves pel mateix temps.
En 1953 els seminoles van ser identificats per a la terminació de l'estat federal; la Tribu Seminola de Florida s'organitzà com a tribu i van ser reconeguda el 1957. Aquest procés havia posat en relleu les diferències culturals entre els grups, i ela miccosukee guanyaren el reconeixement de l'estat aquell any de manera separada, i el reconeixement federal el 1962. Els Tradicionals o independents no van voler afiliar-se a cap tribu.

## Història
Els miccosukee habitaven històricament la part superior de la Vall del Tennessee en l'actual Geòrgia, on estaven originalment part dels alts Chiaha. Més tard es van separar: els Miccosukee (Baix Chiaha) va migrar al nord-est de les Carolines i els Chiaha Superior, també coneguts com a muscogee, van emigrar a l'oest fins al nord d'Alabama. Sota la pressió contínua dels colons euroamericans, molts van emigrar cap al nord de Florida durant els segles xviii i xix.
Els baixos chiaha componen la major part de la tribu seminola, que es va formar al segle xviii a Florida a través d'un procés d'etnogènesi. Se sumaven al voltant de 6.000 a principis del segle xix. Uns 2.000 alts creeks (Bastons Vermells), que parlaven muskogi, es van unir a ells després de la derrota a la Guerra Creek de 1813 a 1814. Encara que l'est i l'oest de Florida estaven sota control espanyol, les forces nord-americanes la van envair en 1818 en la Primera Guerra Seminola, en represàlia per atacs dels indis contra els colons a Geòrgia.
En 1821 els Estats Units van adquirir la Florida a Espanya, i va augmentar la pressió per deportar els seminoles/creek de Florida. Es van traslladar uns milers de seminoles i centenars de seminoles negres, que vivien en estreta associació com a aliats, a Territori Indi. Se'ls va donar originalment terra sota l'administració Creek i després els donaren una reserva separada.
Els que es van quedar a la Florida van lluitar contra les forces nord-americanes durant la segona i tercera Guerres Seminola. S'havien traslladat fins al centre de la Florida i els Everglades per intentar evadir la pressió d'assentament euroamericana. Durant aquest període, els miccosukee es barrejaren amb els seminoles de parla creek, però molts van mantenir la seva llengua i identitat mikasuki.

### Del segle XX al present
La tribu havia mantingut durant molt temps la seva distinció dels seminoles, a qui creien que estaven més disposats a adaptar-se a la cultura majoritària. Els governs federals i estatals persistiren en tractar-los com a poble unificat, i hi havia un tercer grup, conegut com a Tradicionals o independents. Un tema que els va dividir era la majoria seminola presentà el 1950 davant la Comissió de Reclamacions Índies una petició d'indemnització per les terres preses pel govern dels Estats Units. Els miccosukee i tradicionals afirmaren que mai havien signat una pau oficial amb els EUA a la Florida, i que volien una devolució de les seves terres en lloc d'una compensació econòmica. (L'acord dels Estats Units amb les reclamacions de Seminoles i Miccosukee a la Florida, i de Seminoles a Oklahoma, es va fer finalment el 1976. La divisió d'accions dins de les tribus no es va establir fins a 1990.)

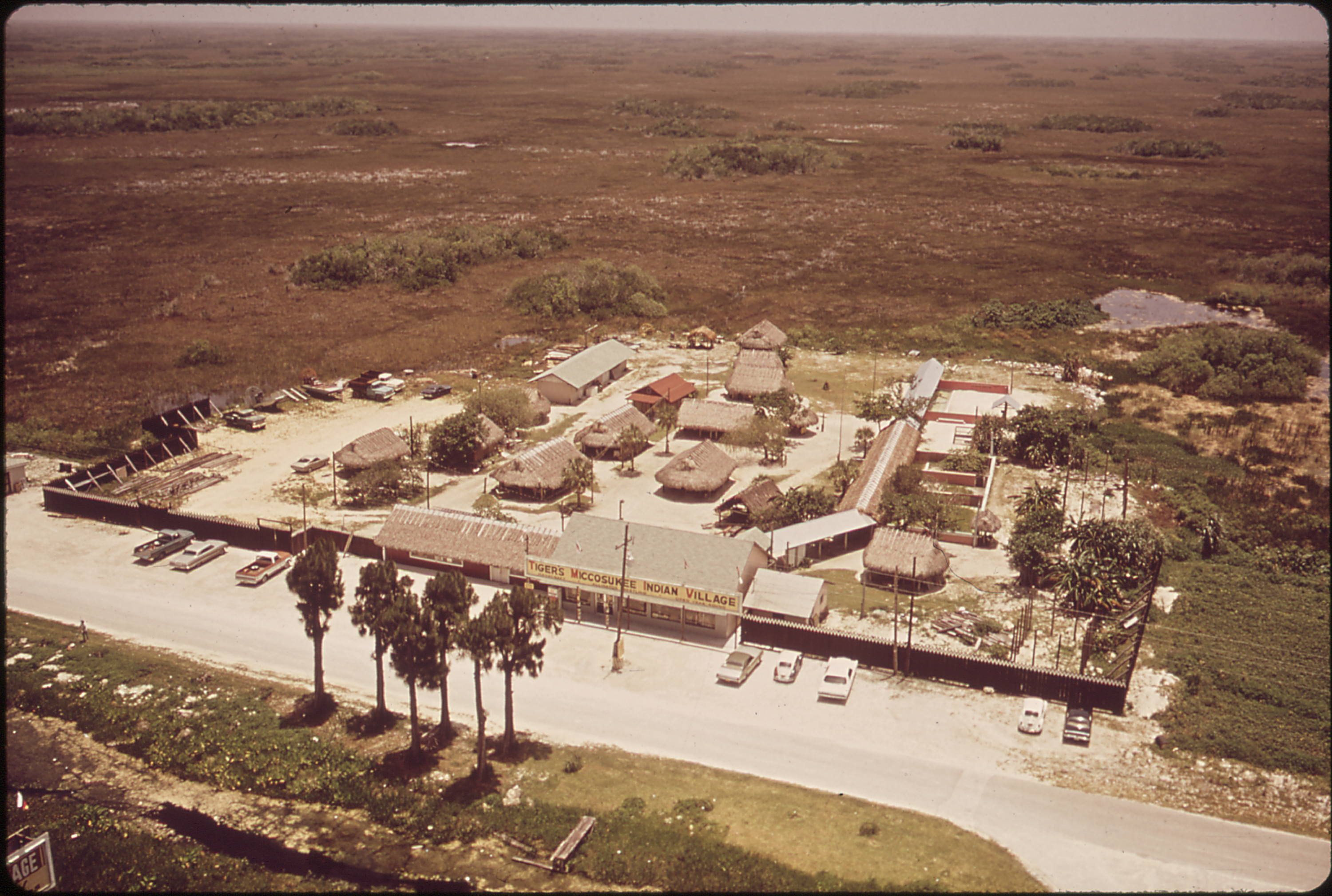
Vila miccosukee en 1972

Sota el programa de terminació del reconeixement per part del govern federal, es va proposar el 1953 que fos terminada la Tribu Seminola. La Tribu Seminola de Florida va desenvolupar una constitució i estatuts corporatius, va organitzar un govern, i va aconseguir el reconeixement federal el 1957. Havien començat a passar a reserves índies designades a Florida a partir dels anys 1930 i 1940.
Els reclams de terres i les controvèrsies per la terminació accentuaren la distinció per al Poble Trail, que es va tornar més definit i van començar a organitzar-se com a Tribu Seminola Miccosukee; eren majoritàriament parlants de mikasuki. Van ser reconeguts per l'estat de Florida en 1957, i van guanyar el reconeixement federal el 1962 com a Tribu d'indis Miccosukee de Florida.
La tribu ocupa avui diverses reserva al sud de Florida, conegudes col·lectivament com a Reserva índia Miccosukee. La secció de terra més gran és un reserva de 333 acres (1,35 km²) a la frontera nord del Parc Nacional Everglades, 72 km a l'oest de Miami. La tribu controla uns 200.000 acres (810 km²) d'aiguamolls, la majoria en règim d'arrendament perpetu fet el 1983 amb l'estat l'Estat de Florida Sud Water Management District's Water Conservation Area 3A South. Es pot usar "aquesta terra amb el propòsit de caça, pesca, i agricultura de subsistència per dur a terme la manera de vida tradicional miccosukee." Un altre lloc és la Reserva Alligator Alley, situada vora Fort Lauderdale. Inclou 20.000 acres (81 km²) de sòl urbanitzable, molts dels quals utilitzen per a un contracte d'arrendament el pasturatge de bestiar, i gairebé 55.000 acres (220 km²) d'aiguamolls. Proporcionen permisos d'ús per als no nadius per usar alguns dels aiguamolls per a campaments de caça.
Entre les seves terres hi ha un lloc a Miami, on la tribu el 1999 va desenvolupar el Miccosukee Resort & Conference Hotel, que inclou instal·lacions de joc. Els ingressos d'aquesta empresa ha donat suport al desenvolupament econòmic i a la millora de l'educació i el benestar. Tenen allotjaments generalment moderns en la seva reserva 40 milles a l'oest de Miami, i alguns de la tribu viuen als suburbis de Miami.

## Etimologia
L'etimologia del nom de la tribu Miccosukee han estat objecte de debat durant molts anys. Mentre que els orígens no han estat totalment documentats, l'erudició moderna sosté que el nom es va originar entre els primers colonitzadors espanyols que penetraren a la conca de Carolina del Nord. En un dels pocs diaris que queden de Juan Ponce de León, es registra que els seus homes cridaven els natius que van trobar allà a principis del segle xvi micos sucios. Aquesta és probablement la primera versió registrada del nom que esdevingué "Miccosukee." Es descriu l'origen del nom "Miccosukee.":
Quan vam arribar a les ribes de les illes del nord ens trobarem amb un estrany grup de nadius. Ens porten al llogaret on vivien en monticles i estaven completament coberts de fang i es neguen. El meu Tinent, [Díaz de la Torre y Gonzaga-Palacios] exclamà: 'Son como micos sucios' (són com micos bruts). D'allí a un altre, fins que ens vam anar d'aquestes costes fredes, Mico Sucio va ser el mitjà pel qual ens hem referit a aquests nadius feliços.

## Membres
Els Miccosukee exigeixen als seus membres tenir almenys la meitat d'ascendència miccosukee, i accepta persones amb mares Miccosukee que no estiguin registrats a cap altra tribu. La tribu té un sistema de parentiu i herència matrilineal. Es consideren els nens nascuts en el clan de la seva mare, de la qual obtenen el seu estatus a la tribu. En aquest sistema, el germà gran de la mare és molt important per als seus fills, més que el pare biològic, especialment per als nens. L'oncle és el que introdueix els nens als grups d'homes del clan i de la tribu.

## Govern
La tribu té una constitució escrita i càrrecs electes, entre ells un cap. L'actual cap és Colley Billie. Tots els membres adults són part del Consell General, que gestiona els serveis tribals. El primer cap en el moment del reconeixement federal era Buffalo Tiger, que va seguir al capdavant com a president tribal fins a 1985.
La tribu opera la seva pròpia policia i sistema judicial. També compta amb una clínica, centre de dia guarderia, centre per a gent gran, Agència d'Acció Comunitària i un sistema educatiu, que van des del pre-escolar fins a la secundària. També hi ha ensenyament d'adults, programes d'educació tècnica i superior.

## Museu
En 1983 es va fundar el Miccosukee Indian Village Museum. El museu ofereix als seus visitants una gran varietat d'expressions artístiques com pintures natives, artesanies i fotografies. A més, és possible trobar alguns artefactes com ara estris de cuina, que també estan en exhibició. El Museu està ubicat al 41 Tamiami Trail, Miami, FL, 33131.

## Notables Miccosukee
- S. Bobo Dean, advocat i líder que negocià el contracte d'autodeterminació en 1971 amb la BIA[18]
- Buffalo Tiger (Heenehatche), (n. 1920), primer cap de la Tribu Miccosukee d'indis de Florida, va dur iniciatives per l'autodeterminació[18]
- Colley Billie, actual cap de la Tribu Miccosukee d'indis de Florida.[20]
- Kinhagee, darrer cap dels creek de Miccosukee (Florida), qui fou derrotat en 1818 per les tropes dels Estats Units dirigides pel general Andrew Jackson.